# Typogramm
Als Typogramm bezeichnet man ein Textbild. Dieses besteht zum größten Teil aus Schrift oder typografischen Elementen. Der Begriff wurde wesentlich durch den deutschen Grafikdesigner und Typografen Wolfgang Weingart (1941–2021) geprägt.
Zur Bilderschrift im weiteren Sinne zählen neben den Typogrammen die Piktogramme und die Ideogramme. Piktogramme geben ein vereinfachtes Bild eines Gegenstandes wieder. Ideogramme sind dagegen in erster Linie Darstellungen von nicht abbildbaren Begriffen oder Eigenschaften, z. B. Kälte, Nässe.